# Татари (Шабалінський район)
Тата́ри (рос. Татары) — присілок у складі Шабалінського району Кіровської області, Росія. Входить до складу Ленінського міського поселення.
Населення становить 12 осіб (2010, 20 у 2002).
Національний склад станом на 2002 рік — росіяни 95 %.